# أوزان مارش
أوزان مارش (بالإنجليزية: Ozan Marsh)‏ هو عازف بيانو أمريكي، ولد في 25 يونيو 1920، وتوفي في 15 مارس 1992.